# Chilodus
Genre
Chilodus est un genre de poissons téléostéens de la famille des Chilodontidae et de l'ordre des Characiformes.

## Liste d'espèces
Selon FishBase (16 juin 2015):
- Chilodus fritillus Vari & Ortega, 1997
- Chilodus gracilis Isbrücker & Nijssen, 1988
- Chilodus punctatus Müller & Troschel, 1844
- Chilodus zunevei Puyo, 1946